# Karel Hejma
Karel Hejma (Kladno, 10 agosto 1905 – 5 novembre 1980) è stato un calciatore cecoslovacco, di ruolo centrocampista.

## Carriera

### Nazionale
Il 14 giugno 1930 esordisce contro la Spagna (2-0).

## Palmarès

### Club

#### Competizioni nazionali
- Campionato cecoslovacco: 2

Slavia Praga: 1932-1933, 1933-1934